# Blutrote Sommerwurz
Die Blutrote Sommerwurz (Orobanche gracilis) ist eine Pflanzenart aus der Gattung der Sommerwurzen (Orobanche) und gehört zur Familie der Sommerwurzgewächse (Orobanchaceae). Sie wird auch als Schlanke Sommerwurz oder Zierliche Sommerwurz bezeichnet.

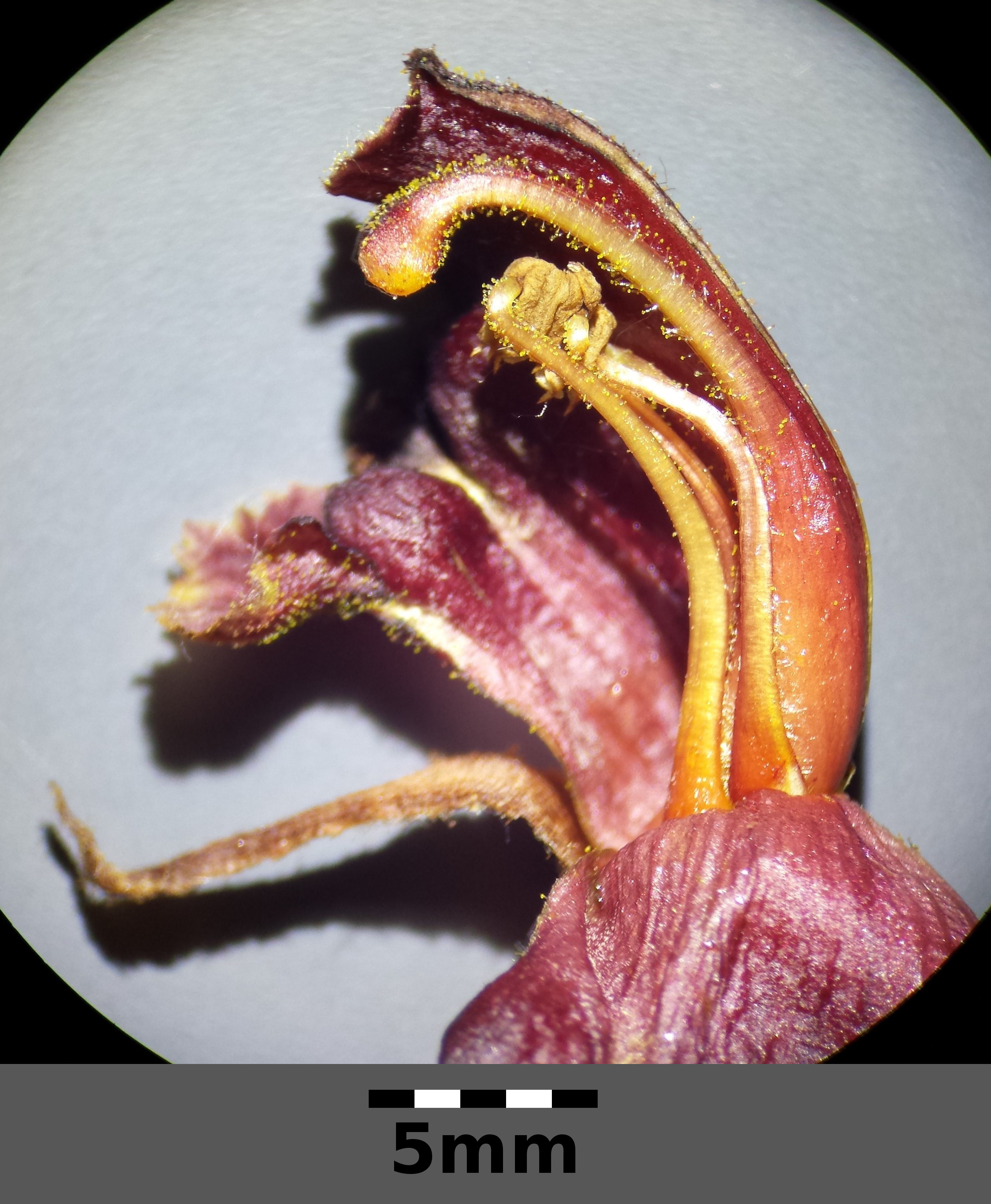
Seitenansicht einer geöffneten Blüte

## Beschreibung
Der zweijährige Holoparasit erreicht Wuchshöhen von 10 bis 60 Zentimeter.
Der einfache Stängel ist bräunlich, gelblich oder rötlich und hat meist weniger als 15 Schuppenblätter. Die Blüten, mit gewürznelkenähnlichem Duft, stehen in dichten Trauben. Die Krone ist innen glänzend trüb-blutrot und außen gelb, gegen den Saum zu rot(braun). Die gelbe Narbe hat einen purpurbraunen Rand. Die Staubfäden sind oben drüsig. Der Griffel ist drüsig behaart.
Blütezeit ist von Mai bis August (selten bis Oktober).
Die Chromosomenzahl beträgt 2n = 73–91 oder 112–116, nach anderen Autoren 2n = 38.

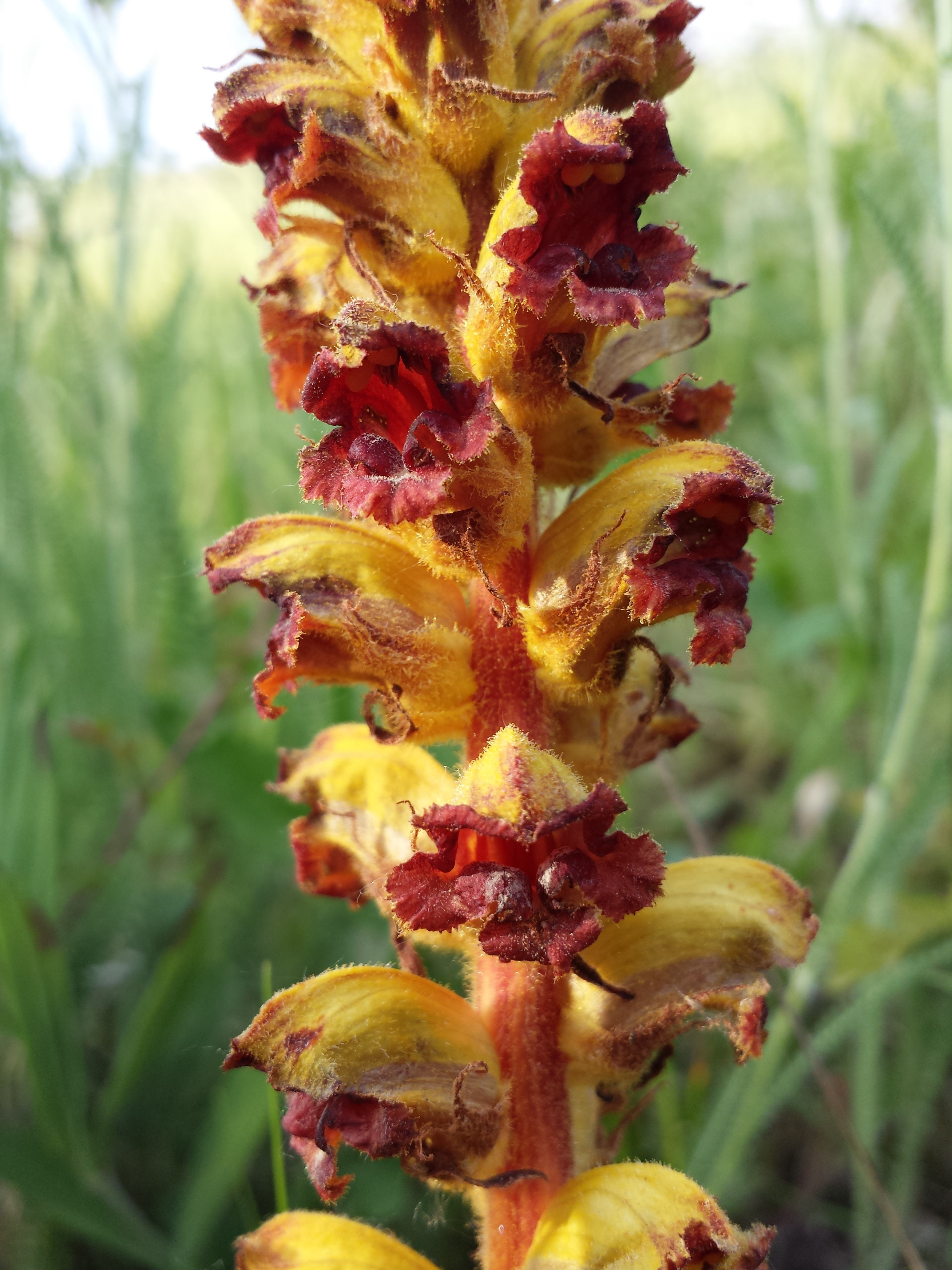
Blütenstand

## Vorkommen
Das Verbreitungsgebiet umfasst Marokko, Algerien, Spanien, Portugal, Frankreich, Italien, Slowenien, Kroatien, Serbien, Albanien, Bulgarien, Griechenland, Rumänien, Deutschland, Österreich, Ungarn, Tschechien, Polen, Schweiz, Slowakei, Ukraine, Belarus, Moldawien, Kaukasusraum und Türkei.
Als Standort werden Halbtrockenrasen und trockene Wiesen bevorzugt. Die Art kommt aber auch in Gesellschaften des Verbands Erico-Pinion oder der Ordnung Seslerietalia albicantis vor. Sie parasitiert auf Schmetterlingsblütlern, besonders auf Klee (Trifolium), Backenklee (Dorycnium) und Hornklee (Lotus).
In Österreich im pannonischen Gebiet (Wien, Niederösterreich, Burgenland) häufig, sonst mäßig häufig bis zerstreut in allen Bundesländern. In Deutschland ist sie im Alpenvorland verbreitet. In den Allgäuer Alpen steigt sie im Tiroler Teil an der Großen Schlicke bis zu einer Höhenlage von 1900 Metern auf.
Die ökologischen Zeigerwerte nach Landolt & al. 2010 sind in der Schweiz: Feuchtezahl F = 2 (mäßig trocken), Lichtzahl L = 4 (hell), Reaktionszahl R = 4 (neutral bis basisch), Temperaturzahl T = 4+ (warm-kollin), Nährstoffzahl N = 2 (nährstoffarm), Kontinentalitätszahl K = 4 (subkontinental), Salztoleranz 1 (tolerant).